# Балер
Балер, офіційно Муніципалітет Балер (філ. Bayan ng Baler; ілок. Ili ti Baler) — муніципалітет, столиця провінції Аурора на Філіппінах. Відповідно до перепису 2015 року, населення міста складає 39 562 особи.
Балер розташований у 231 кілометрі на північний схід від Маніли, дорога до якої проходить через перевал, доступний для автобусів і приватного автотранспорту. Гори являють собою грандіозні утворення і розташовані на обширній рівнині на південному кінці затоки Балер Філіппінського моря.
Заснований у 1609 році як поселення сімома францисканськими місіонерами під проводом Фрая Бласа Паломіно. Пізніше, зусиллями августинців і реколектів, у 1658 році став містом (pueblo). Внаслідок браку місіонерів, францисканці знову взяли контроль над поселенням у 1703 році. Місто отримало статус адміністративного центру Аурори 14 червня 1951 року Республіканським Актом № 648, підписаним президентом Ельпідіо Кіріно.

## Клімат
Місто знаходиться у зоні, котра характеризується вологим тропічним кліматом. Найтепліший місяць — травень із середньою температурою 28.3 °C (83 °F). Найхолодніший місяць — січень, із середньою температурою 24.4 °С (76 °F).
| Клімат Балера           | Клімат Балера | Клімат Балера | Клімат Балера | Клімат Балера | Клімат Балера | Клімат Балера | Клімат Балера | Клімат Балера | Клімат Балера | Клімат Балера | Клімат Балера | Клімат Балера | Клімат Балера |
| Показник                | Січ.          | Лют.          | Бер.          | Квіт.         | Трав.         | Черв.         | Лип.          | Серп.         | Вер.          | Жовт.         | Лист.         | Груд.         | Рік           |
| Абсолютний максимум, °C | 31            | 34            | 34            | 35            | 37            | 36            | 36            | 37            | 35            | 35            | 35            | 33            | 37            |
| Середній максимум, °C   | 28            | 29            | 30            | 31            | 33            | 33            | 32            | 33            | 32            | 31            | 30            | 27            | 31            |
| Середня температура, °C | 24            | 24            | 25            | 26            | 28            | 28            | 27            | 28            | 27            | 26            | 26            | 24            | 26            |
| Середній мінімум, °C    | 20            | 20            | 21            | 22            | 23            | 23            | 23            | 23            | 23            | 22            | 22            | 21            | 22            |
| Абсолютний мінімум, °C  | 15            | 15            | 17            | 17            | 19            | 19            | 21            | 20            | 20            | 17            | 17            | 17            | 15            |
| Норма опадів, мм        | 200           | 170           | 200           | 280           | 270           | 220           | 280           | 170           | 300           | 390           | 380           | 360           | 3270          |
| Днів з дощем            | 13            | 12            | 10            | 11            | 11            | 10            | 11            | 8             | 14            | 16            | 16            | 18            | 155           |
| Вологість повітря, %    | 83            | 83            | 84            | 84            | 84            | 82            | 81            | 79            | 82            | 83            | 81            | 84            | 83            |
| ----------------------- | ------------- | ------------- | ------------- | ------------- | ------------- | ------------- | ------------- | ------------- | ------------- | ------------- | ------------- | ------------- | ------------- |
| Джерело: Weatherbase    |               |               |               |               |               |               |               |               |               |               |               |               |               |